# 5963 Terryalfriend
5963 Terryalfriend è un asteroide della fascia principale esterna. Scoperto nel 1990, presenta un'orbita caratterizzata da un semiasse maggiore pari a 2,845591 UA e da un'eccentricità di 0,053284, inclinata di 1,699767° rispetto all'eclittica. Ha un diametro di 10,102 km e un'albedo di 0,153.
Fa parte della famiglia di asteroidi Coronide.